# Шинур
Шину́р (рос. Шинур, марій. Шинур) — присілок у складі Куженерського району Марій Ел, Росія. Входить до складу Токтайбеляцького сільського поселення.

## Населення
Населення — 49 осіб (2010; 76 у 2002).
Національний склад (станом на 2002 рік):
- марійці — 100 %